# Coupe des clubs champions africains 1969
Navigation
Édition précédente Édition suivante
 Source : Le Jeune Afrique Numéro 525 du mardi 26 janvier 1971 page 48 .
La Coupe des clubs champions africains 1969 est la cinquième édition de la Coupe des clubs champions africains. Le club vainqueur de la compétition est désigné champion d'Afrique des clubs 1969. Vingt formations de dix-neuf pays sont engagées dans la compétition. Pour la première fois dans l'histoire de l'épreuve, un pays engage deux équipes : le tenant du titre, le TP Engelbert est accompagné par le champion de République démocratique du Congo, le FC Saint Eloi Lupopo.
C'est le club égyptien d'Ismaily SC qui remporte cette édition après avoir battu le double tenant du titre, le TP Engelbert, en finale. Il s'agit du premier titre continental du football nord-africain et de la troisième finale consécutive pour le TP Engelbert.

## Tour préliminaire
| Équipe 1             | Résultat | Équipe 2          | Aller | Retour |
| -------------------- | -------- | ----------------- | ----- | ------ |
| Africa Sports        | 7 - 1    | Olympique Sportif | 5 - 1 | 2 - 0  |
| Young Africans       | 4 - 3    | Fitarikandro      | 4 - 1 | 0 - 2  |
| FC Saint Eloi Lupopo | -        | US Cattin         | -     | -      |
| Hoga Mogadiscio      | 3 - 4    | Burri Khartoum    | 2 - 0 | 1 - 4  |

## Premier tour
| Équipe 1         | Résultat | Équipe 2               | Aller | Retour |
| ---------------- | -------- | ---------------------- | ----- | ------ |
| Asante Kotoko    | 6 - 2    | Patronage Sainte-Anne  | 5 - 1 | 1 - 1  |
| Al-Tahaddy       | 0 - 8    | Ismaily SC             | 0 - 5 | 0 - 3  |
| Burri Khartoum   | 3 - 4    | Gor Mahia              | 2 - 4 | 1 - 0  |
| Caïman de Douala | 1 - 3    | FC Saint Eloi Lupopo   | 0 - 0 | 1 - 3  |
| Saint-George SA  | 0 - 5    | Young Africans         | 0 - 0 | 0 - 5  |
| Secteur 6        | 1 - 8    | Étoile Filante de Lomé | 1 - 5 | 0 - 3  |
| 'TP EnglebertT'  | 4 - 3    | Africa Sports          | 2 - 1 | 2 - 2  |
| abandon US FRAN  | -        | Conakry II             | 2 - 7 | -      |

 NB:Ali Abugrieisha a marquié 5 buts contre les libiens de l'itihad de benghazi sur l'ensemble du deux matches , trois buts contre  les kenyans de gor mahia (3-1) et (1-1 but de saied  abdelrazak) , (1/2finale ; 2-2 contre kotoko du ghana 1 but) , puis gagne au caire (3-2 buts (1 but d'aly et 2 de hindawi) 
```
* source : afrique asie du lundi 23 janvier 1978 page 34 .
```

## Quarts de finale
| Équipe 1        | Résultat | Équipe 2               | Aller | Retour |
| --------------- | -------- | ---------------------- | ----- | ------ |
| Asante Kotoko   | 2t - 2   | Young Africans         | 1 - 1 | 1 - 1  |
| Ismaily SC      | 4 - 2    | Gor Mahia              | 3 - 1 | 1 - 1  |
| Conakry II      | 10 - 2   | FC Saint Eloi Lupopo   | 7 - 2 | 3 - 1  |
| 'TP EnglebertT' | 4 - 2    | Étoile Filante de Lomé | 4 - 1 | 0 - 1  |

## Demi-finales
| Équipe 1        | Résultat | Équipe 2   | Aller | Retour |
| --------------- | -------- | ---------- | ----- | ------ |
| Asante Kotoko   | 4 - 5    | Ismaily SC | 2 - 2 | 2 - 3  |
| 'TP EnglebertT' | 7 - 5    | Conakry II | 4 - 0 | 3 - 5  |

## Finales
| 22 décembre 1969 | TP Englebert                                                         | 2 - 2 | Ismaily SC                    | Stade du 20 mai, Kinshasa        |                                  |
|                  | Tshinabu 8 pen , Mulenda 42                                          |       | Abdel-Razak 10 · Abugreisha 9 | Spectateurs : 80 000 spectateurs | Spectateurs : 80 000 spectateurs |
|                  | Afrique Asie N° 153 du 23 janvier au 4 février 1978 pages 34 et 35 . |       |                               | Spectateurs : 80 000 spectateurs | Spectateurs : 80 000 spectateurs |

| 19 janvier 1970 | Ismaily SC | 3 - 1 | TP Englebert | Stade International du Caire, Le Caire |                                     |
|                 | Abdel-Razak 70 pen , 87 · Abo Greisha 31                                                                           |       | Kalonzo 52   | Spectateurs : 130 000 spectateurs .    | Spectateurs : 130 000 spectateurs . |
|                 | Afrique Asie N° 153 du 23 janvier au 4 février 1978 page 35 . et Jeune Afrique N° 525 du 26 janvier 1971 page 48 . |       |              | Spectateurs : 130 000 spectateurs .    | Spectateurs : 130 000 spectateurs . |

- L'effectif de Ismaily SC : El-Sinnari , Houda , Hani H.Mimi  Darwish ,  Hassan Mokhtar , Abou Amin : Taha , Sayed Hamed , Hamalawi , (bazooka), Farouk . Nasr El-Sayed  , Sayed Abdelrazak ,  Ri-ou Annous
- ** Entraineur : Ali Osmane

| Coupe des clubs champions africains Vainqueur 1969 |
| -------------------------------------------------- |
| Ismaily SC Premier titre                           |